# Kostel svatého Linharta (Prameny)
Kostel svatého Linharta je zaniklý, v minulosti farní kostel, který stával v Pramenech v okrese Cheb v Karlovarském kraji. Po roce 1945 přestal být udržován a postupně chátral. V roce 1958 byla nakonec provedena celková demolice zdevastovaného kostela.

## Historie
V polovině 14. století získali páni z Rýzmburka od Karla IV. jako léno hornickou osadu Prameny a její okolí s právem svobodného horního podnikání. První zmínka o kostele pochází z roku 1357, kdy tehdejší majitel panství Bečov uvedl do úřadu faráře v Pramenech kněze Andrease. O podobě a autorství původního, pozdně gotického kostela, nejsou ovšem žádné bližší informace.
Prameny a okolní vesnice přešly v průběhu 16. století na protestantství a za faráře byly dosazováni evangelíci. Po rekatolizaci se kostel až do roku 1710 stal filiálním k farnímu kostelu svatého Petra a Pavla v Mnichově. Do pozdně renesanční podoby kostela došlo zásadní přestavbou v letech 1615–1618. Nejspíše již na počátku šedesátých let 17. století však musela být pro špatný technický stav snesena původní zvonová věž před západním průčelím kostela, která byla nahrazena novou raně barokní zvonovou věží.
Po zbourání původně gotické budovy kostela z roku 1618 zůstaly součástí nové budovy kromě půdorysu také hrotitý klenutý portál s kamenným ostěním na jižní stěně loď a ostění dveří u vstupu do sakristie presbytáře. V době přestavby vznikl také varhanní chór a z něj vedoucí dva boční ochozy, jednoduchá malovaná dřevěná stavba s datem výstavby na hlavicích středních pilířů, kde vyřezané nápisy na levém i pravém pilíři uváděly rok 1692. Na chóru stály varhany, které kostelu věnovala místní obyvatelka Thusnelda Tanzerová. Varhany byly v padesátých létech 20. století převezeny do kostela ve Velké Hleďsebi, kde nahradily původní varhany. 
Nová barokní klenutá předsíň na jižní stěně kostela byla postavena teprve v roce 1700.
Poslední pozdně barokní úpravy kostela se uskutečnily v roce 1768.
Po skončení druhé světové války došlo k vysídlení německého obyvatelstva. Prameny, které až do roku 1947 nesly původní název Sangerberg nebyly dosídleny a celá oblast Slavkovského lesa se stala vojenským výcvikovým prostorem. Odsunuté německé obyvatele nahradili vojáci a obec Prameny nezanikla jen proto, že do obce bylo umístěno první velitelství výcvikového prostoru, tehdy ještě nazývané vojenským výcvikovým táborem. Kostel zůstal opuštěn a neudržován. Po zrušení vojenského výcvikového prostoru újezdu byl v roce 1957 vydán hromadný demoliční výměr, na jehož základě byl v roce 1958 kostel stržen a srovnán se zemí.

## Stavební podoba
Kostel byl jednolodní obdélnou barokní orientovanou stavbou s presbytářem a sakristií na východní straně. Do hmoty kostela byla připojena na západní straně hranolová věž čtvercového půdorysu s cibulovou bání. Spolu se vstupním průčelím kostela vytvářela rizalit s jednoduchým portálem. Na bocích věže se nacházely velké věžní hodiny. Loď byla kryta šindelovou sedlovou střechou nad závěrem valbovou. Loď a presbytář byly plochostropé s dřevěným, pestře malovaným kazetovým stropem. Na jižní straně byla ke kostelu v roce 1700 přistavěna zaklenutá předsíň. V západní části lodi stála na sloupech mohutná trojramenná dřevěná kruchta. Před kostelem stála 1,3 metrů vysoká gotická kamenická obětní schránka se soustruženým kanelováním.

### Interiér
Hlavní oltář svatého Linharta byla umělecká práce v dekorativním ornamentálním stylu připomínající románské motivy. Byl postaven v roce 1868 truhlářským mistrem Antonem Hahnem z Čisté a renovován v roce 1905 tesařským mistrem Franzem Halmem z Pramenů. To dokládá renovační nápis na zadní straně oltáře. Vedle jednoduché kazatelny jsou truhlářskou prací Antona Hahna z roku 1883 i boční oltáře umístěné na pilířích vítězného oblouku. Tesařské práce Antona Hahna z roku 1883 zahrnují rovněž jednoduchou kazatelnu, která byla dokončena Johannem Weningerem, tesařským mistrem z Horního Slavkova.
Dalšími oltáři byl na evangelní straně oltář svatého Jana Nepomuckého a na epištolní straně oltář Černé Panny Marie Altöttinské, oba z roku 1883 od Antona Hahna.
Ve věži kostela byly původně zavěšeny dva zvony z roku 1844 od chebského zvonaře Josepha di Valle, které byly však v roce 1916 zrekvírovány na válečné účely. V lucerně báně nad věží býval zavěšen ještě jednoduchý umíráček. Později ve zvonici na věži zavěšeny zvony z roku 1925 od zvonařské firmy Richarda Herolda z Chomutova.
Vybavení původního kostela bylo na tehdejší dobu dosti chudé. Do knihy církevní rady byl v roce 1658 zapsán pouze krátký seznam, který uvádí mimo další liturgické předměty jeden pozlacený stříbrný kalich, jeden cínový kalich a osm cínových lustrů.
Pod kazatelnou stávala 103 cm vysoká, pozdně gotická kamenná křtitelnice z 15. století, zhotovena tepelským kameníkem. Později byla vybavena barokním dřevěným vyřezávaným víkem s datací 1773, korunované skupinou jordánského křtu. Kamenná mísa křtitelnice s datací 1775 je dnes uložena v jedné z chodeb premonstrátského kláštera v Teplé.
Stejná křtitelnice je ve farním kostele svatého Michaela archanděla v Otročíně.
V kostele se nacházela 60 cm vysoká, pozlacená měděná barokní monstrance z doby kolem roku 1700. Okolo paprskovité svatozáře bývaly vyvedeny úpony ze stříbra, na kterých byly položeny stříbrné figurální plastiky Boha Otce s dvěma anděly a postavou svatého Linharta v dolní části. Na noze monstrance se nacházely okřídlené hlavičky andílků.